# Komitas
Komitas (arménsky Կոմիտաս), též Komitas Vardapet, vlastním jménem Soghomon Soghomonjan (8. říjen 1869, Kütahya – 22. říjen 1935, Paříž) byl arménský hudební skladatel, folklorista, zakladatel arménské etnomuzikologie. Napsal významné teoretické práce o lidové hudbě, sbíral lidové písně a sám komponoval, zvláště vokální díla.

## Život
Již v jedenácti letech ztratil oba rodiče, načež vyrůstal a vzdělával se v Kevorkjanově semináři v Ečmiadzinu. Roku 1893 absolvoval a přijal jméno Komitas (podle arménského autora hymnů ze 7. století).
V roce 1895 se stal „ženatým knězem“ (tzv. vardapetem – odtud jeho občas užívané přízvisko). V letech 1896–1899 studoval hudební teorii na Humboldtově univerzitě v Berlíně.
Během pobytu v Evropě dospěl k přesvědčení, že je třeba vytvořit moderní arménský národ. Za jeho kulturní základnu považoval arménskou lidovou kulturu. Při svých výpravách na arménský venkov (tehdy byla Arménie součástí Osmanské říše) nasbíral 3000 písní, z nichž se bohužel zachovalo jen 1200. Jeho zájem o lidovou kulturu se neomezoval pouze na tu arménskou; roku 1904 kupříkladu vydal první sbírku kurdských lidových zpěvů v historii. K šíření sesbíraných pokladů a ovšem také svých vlastních děl, především vokálních, založil pěvecký sbor a cestoval s ním po celé Evropě. Oceňoval ho krom jiných například Claude Debussy.
Roku 1910 se přestěhoval do Istanbulu. Když Turci zahájili arménskou genocidu (duben 1915) byl Komitas zatčen, stejně jako stovky dalších arménských intelektuálů. Sám se obětí teroru nestal, ale když se doslechl o masakrech, psychicky se zhroutil a už se nikdy plně neuzdravil. Roku 1919 opustil Osmanskou říši a dožil v Paříži, v psychiatrické léčebně.
Komitas je dnes arménským národním hrdinou a je považován za jednoho z otců národa.

## Památka
Portréty Komitase najdeme na arménských mincích a poštovních známkách, v Jerevanu je po něm pojmenována koncertní síň, park a hřbitov (Panteon Komitasova parku), kde jsou pochováni významní Arméni, má tam také sochu.